# کانگوارتما
کانگوارتما (به پرتغالی: Canguaretama) یک شهرستان در برزیل است که در ریو گرانده شمالی واقع شده‌است.